# Arrondissement administratif de Hasselt
Pour les articles homonymes, voir Arrondissement de Hasselt.
L'arrondissement administratif de Hasselt (en néerlandais : arrondissement Hasselt) est un des trois arrondissements administratifs de la province belge de Limbourg, située en Région flamande. Il a une superficie de 917.86.87 km2 et compte 442 586 habitants au 1er janvier 2025 soit une densité de 482,20 habitants/km².
L’arrondissement fait partie de l’arrondissement judiciaire du Limbourg.

## Histoire
Il est l'héritier de l'Arrondissement de Hasselt créé sous le Premier Empire qui cessa d'exister en tant qu'arrondissement français le 11 avril 1814. 
Avant le 1er avril 2014, l’arrondissement faisait partie de l’arrondissement judiciaire de Hasselt qui comportait également certaines communes de l’arrondissement administratif de Maaseik.

## Districts/cantons
- Beringen
- Genk
- Hasselt
- Herck-la-Ville (Herk-de-Stad)
- Saint-Trond (Sint-Truiden)

## Communes et leurs sections

### Communes
- As
- Beringen
- Bourg-Léopold (Leopoldsburg)
- Diepenbeek
- Genk
- Gingelom
- Halen
- Hasselt
- Herck-la-Ville (Herk-de-Stad)
- Heusden-Zolder
- Lummen
- Nieuwerkerken
- Saint-Trond (Sint-Truiden)
- Tessenderlo-Ham
- Zonhoven
- Zutendaal

### Sections
- Alost (Aalst)
- As
- Berbroek
- Beringen
- Beverloo (Beverlo)
- Binderveld
- Boekhout
- Borlo
- Bourg-Léopold (Leopoldsburg)
- Brustem
- Buvingen
- Cortis (Kortijs)
- Diepenbeek
- Donk
- Duras
- Engelmanshoven
- Fresin (Vorsen)
- Gelinden
- Genk
- Gingelom
- Gorsem
- Grande-Jamine (Groot-Gelmen)
- Guigoven
- Halen
- Halmaal
- Hasselt
- Heppen
- Herck-la-Ville (Herk-de-Stad)
- Herck-Saint-Lambert (Sint-Lambrechts-Herk)
- Heusden
- Goyer(Jeuk)
- Kerckom-lez-Saint-Trond (Kerkom-bij-Sint-Truiden)
- Kermt
- Koersel
- Kortessem
- Kozen
- Kuringen
- Linkhout
- Loksbergen
- Lummen
- Kwaadmechelen
- Meldert
- Mielen-boven-Aalst
- Montenaken
- Muizen
- Niel-bij-As
- Niel-bij-Sint-Truiden
- Nieuwerkerken
- Opglabbeek
- Ordingen
- Oostham
- Paal
- Runkelen
- Schulen
- Saint-Trond (Sint-Truiden)
- Spalbeek
- Stevoort
- Stokrooie
- Tessenderlo
- Velm
- Vliermaal
- Vliermaalroot
- Wijer
- Wilderen
- Wimmertingen
- Wintershoven
- Zelem
- Zepperen
- Zolder
- Zonhoven
- Zutendaal

## Démographie
- Source:INS - De:1806 à 1970=recensement de la population au 31 décembre; depuis 1980= population au 1er janvier[1]